# Димдама
Димдама (дімлама, домляма) — тушковані овочі по-киргизьки з бараниною. М'ясо, овочі та зелень — це традиційне поєднання, яким славиться азійська кухня.

## Особливості приготування

### Інгредієнти
- М'ясо (баранина, яловичина) — близько 1 кг;
- картопля — 1 кг (7-8 бульб середньої величини);
- ріпчаста цибуля — 3-4 шт.;
- вилок білокачанної капусти (700—800 г);
- болгарський перець — 2-3 шт.
- томати — 5-6 стиглих дрібних плодів;
- голівка часнику;
- пучки кінзи, петрушки, базиліка;
- сіль, перець, вода.

### Рецепт приготування
1. М'ясо нарізати невеликими шматками (приблизно 3х3 см). На максимально сильному вогні в казані розігріти масло (бажано курдючне сало) та обсмажити на ньому баранину до рум'яної скоринки.
2. Крупно нарізати цибулю, додати до м'яса. Обсмажити до м'якості та золотистого кольору. Додати до страви склянку бульйону (простої води), протушкувати протягом 20 хвилин.
3. Підготувати вимиті та очищені овочі. Нарізати на однакові великі шматки: картоплю — на 2-4 частини, моркву — кільцями, томати — кругами, капусту — на великі шматки. Подрібнити зелень і часник та змішати в окремій мисці.
4. М'ясо залишити на мінімальному вогні, щоб не підгоріло, і почати викладати страву шарами поверх мяса (принцип такий: чим довше готується овоч, тим ближче він повинен бути до м'яса). Послідовність викладання шарів: картопля, морква, капуста, кабачки (баклажани), квасоля, перець болгарський. Останні — томати. Їх не можна класти поруч із картоплею, інакше вона не звариться.
5. Кожен із шарів потрібно посолити, поперчити й рясно присипати сумішшю з часнику та зелені.
6. Закрити казан кришкою, злегка додати вогню. Дочекатися, коли страва почне закипати. Почувши булькаючий звук, зменшити нагрів до рівня нижче середнього й тушкувати 30 хвилин, не знімаючи кришки.
7. Через 30 хвилин казан можна знімати з вогню.

### Цікаво знати
- При частуванні димдамою необхідно взяти всі шари страви.
- Не перевантажуйте димдаму спеціями, тому що зелень, часник та овочі створюють смачний бульйон й насичують суміш особливим ароматом.
- Димдаму необхідно тушкувати, як кашу в печі.
- Димдаму можна приготувати на багатті в казані, у квартирних умовах — на газовій плиті в товстостінному посуді.
- Відповідно до сезону можна додати до страви горошок, гриби, замінити помідори томатною пастою.